# David Beatty, 1. Earl Beatty

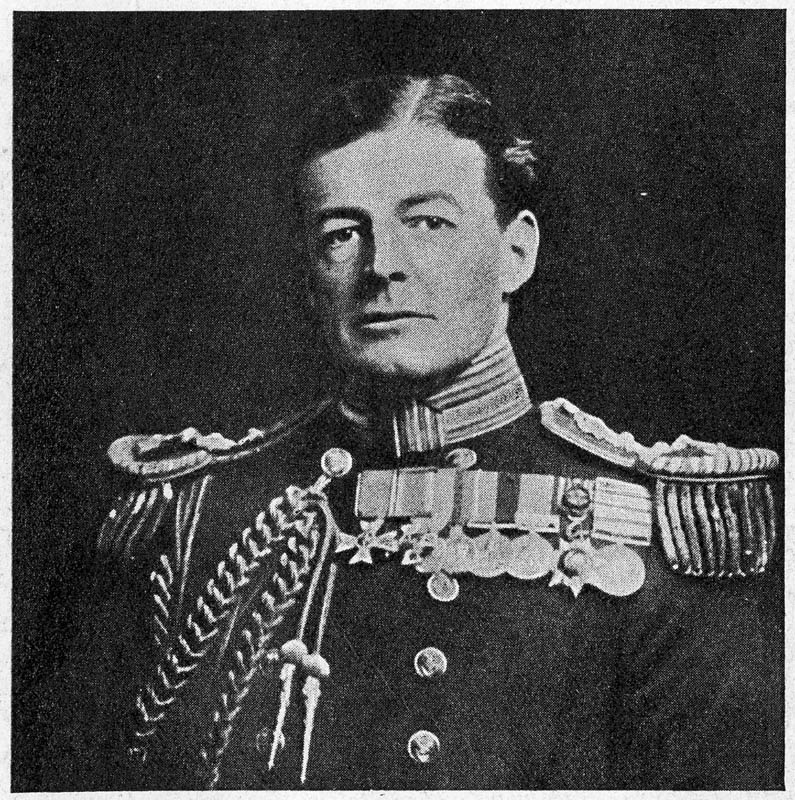
David Beatty als Konteradmiral

David Beatty, 1. Earl Beatty GCB, OM, GCVO, DSO (* 17. Januar 1871 in Stapeley bei Nantwich, Cheshire; † 11. März 1936 in London) war ein Admiral der Royal Navy.

## Leben

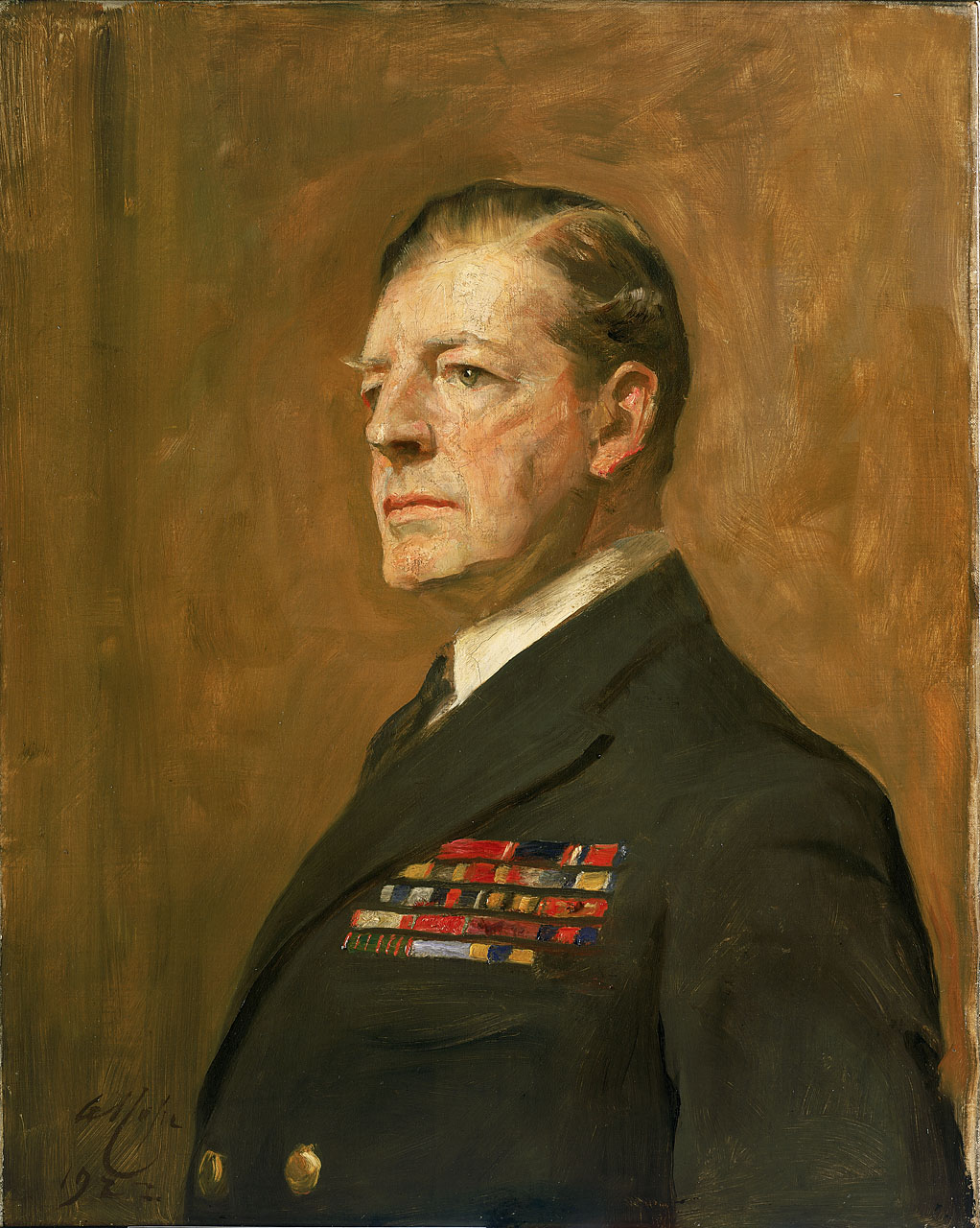
David Beatty, Porträtstudie von Arthur Stockdale Cope für Naval Officers of World War I, 1920

Nachdem David Beatty 1884 in die Royal Navy eingetreten war, nahm er an der Rückeroberung des Sudan von den Mahdisten (1896–1899) teil. In der Schlacht am Atbara kommandierte er eine Raketenabteilung. 1900 nahm er an der Niederschlagung des Boxeraufstands teil. Beatty wurde 1911 zum Privatsekretär des Ersten Lords der Admiralität (des späteren Premierministers Winston Churchill) ernannt. Zwischen 1912 und 1916 kommandierte er das 1. Schlachtkreuzergeschwader.
Während des Ersten Weltkriegs nahm er an Kampfhandlungen bei Helgoland (1914), bei der Doggerbank (1915) und im Skagerrak (1916) teil. Die Skagerrakschlacht stellte sich als wichtiges Ereignis in seiner Karriere heraus, obwohl sein 1. Schlachtkreuzergeschwader dort schwere Verluste erlitt. Beatty soll in diesem Zusammenhang gegenüber dem Kapitän der HMS Lion bemerkt haben: „Irgendwas scheint mit unseren verdammten Schiffen heute nicht zu stimmen“. Danach befahl er den Feind wieder anzugreifen. 
Wegen der unerwarteten schweren britischen Verluste in der Skagerrakschlacht entspann sich ein langdauernder, teils öffentlich ausgefochtener Streit um die Schuldfrage. Der (erst nach dem Krieg erschienene) offizielle Bericht der Royal Navy wies Beatty die Hauptverantwortung zu, doch ließ Beatty, der inzwischen zum Ersten Seelord aufgestiegen war, das Werk in seinem Sinne korrigieren und Jellicoe als den Schuldigen dastehen; dies jedoch ließ die Diskussion erst recht hochkochen. Nach dem Urteil moderner Historiker sind Beatty tatsächlich schon bei der Führung des Schlachtkreuzergefechts zu Beginn der Schlacht eine Reihe von Fehlern unterlaufen, bei der er eine 2:1-Überlegenheit nicht ausspielen konnte (die Briten verloren in dieser Phase zwei Großkampfschiffe, die Deutschen keines).
Befehlshaber der Grand Fleet war Admiral John Jellicoe, der Mann, der „einen Krieg an einem Nachmittag verlieren“ (Churchill) konnte, war kein schneidiger, draufgängerischer Mann wie Beatty, aber dafür bei den Mannschaften äußerst beliebt. Jellicoe wurde später für sein Vorgehen in der Skagerrakschlacht heftig kritisiert, bei der die Briten unerwartet schwere Verluste erlitten. Dies und seine Weigerung, Geleitzüge zum Schutz vor deutschen U-Booten einzuführen, führte zu seiner Ablösung durch Beatty im Jahre 1917, obwohl diesem (auch nach dem Urteil heutiger Historiker) die heftigsten Verluste am Skagerrak anzukreiden waren. 
Allerdings enttäuschte Beatty viele seiner Anhänger, indem er viele von Jellicoes Vorgehensweisen fortführte. Anders als Jellicoe unterstützte er allerdings David Lloyd George bei der Einführung von Konvois im Atlantik. 1919 wurde er zum Admiral of the Fleet und zum Ersten Seelord bis zu seiner Pensionierung 1927 ernannt. Am 27. September 1919 wurden ihm der erbliche Adelstitel Earl Beatty verliehen, nebst den nachgeordneten Titeln Viscount Borodale und Baron Beatty.
Als Lord war Beatty weiterhin um die britische Seegeltung sehr besorgt und prangerte den Londoner Flottenvertrag von 1930 als schweren Fehler an, wodurch das Britische Empire seine Lebensversicherung verliere.
David Beatty verbrachte einen Großteil seines Lebens in Leicestershire und lebte in Brooksby Hall (heute eine Landwirtschaftsschule). Während des Krieges nahmen er und seine Frau viele Dienste für die Öffentlichkeit in Leicestershire wahr. Unter anderem stellten sie ihr Haus als Hospital zur Verfügung.
In Deutschland war Beatty schlecht angesehen, nachdem er den Mannschaften seiner Kriegsschiffe, die die in Scapa Flow internierte deutsche Hochseeflotte empfingen, die Worte „Vergesst nicht, dass der Feind eine verabscheuungswürdige Bestie ist“ mit auf den Weg gegeben hatte. Zudem verbot er den deutschen Schiffen – entgegen internationalem Recht –, ihre Flaggen zu führen, obwohl sie nur interniert waren und nicht kapituliert hatten (womit sie weiterhin Eigentum des Deutschen Reiches blieben).

## Tod
David Beatty verstarb am 11. März 1936, wenige Monate nach seinem Vorgänger und Rivalen John Jellicoe. Er hatte zuletzt unter einer Herzschwäche gelitten, hinzu kam eine verschleppte Grippe. 
Entgegen seinem letzten Willen wurde er nicht an der Seite seiner Frau Ethel in Dingley, sondern in der St Paul’s Cathedral in London beigesetzt. Anders als bei der Beerdigung Jellicoes – und wiederum entgegen Beattys Wunsch – war der Oberbefehlshaber der Deutschen Kriegsmarine dabei nicht anwesend; man hatte ihm die bewussten Demütigungen im Zusammenhang mit der Flotteninternierung nicht vergessen.

## Ehe und Nachkommen
Seit dem 22. Mai 1901 war David Beatty mit der geschiedenen US-Amerikanerin Ethel geb. Field († 1932) verheiratet. Mit ihr hatte er zwei Söhne:
- David Field Beatty, 2. Earl Beatty (1905–1972)
- Peter Randolph Louis Beatty (1910–1949)